# Wyoming (schip, 1909)
De Wyoming was een houten zesmastige schoener. Hij was in 1909 gebouwd door Percy & Small te Maine. Omwille van zijn houten structuur en extreme lengte hadden de planken van dit schip de neiging om te verbuigen onder invloed van de zee. Hierdoor kon er zeewater in de diverse ruimen stromen. Dit diende vervolgens door middel van pompen weggepompt te worden. 
In maart 1924 is het schip in zwaar weer vergaan. 